# The Irish Times

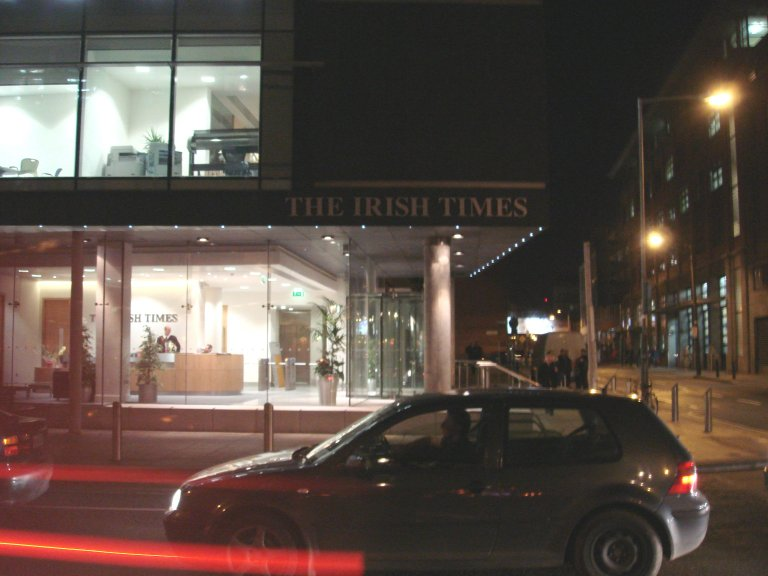
Les locaux de lIrish Times

 (4 août 2016).
The Irish Times est un journal quotidien irlandais créé à la fin des années 1850.

## Historique
Le journal est fondé par des protestants en 1859 comme porte-parole de « l'Ascendancy unioniste et protestante de Dublin », et est lancé par Lawrence E. Knox le 29 mars de cette même année,,.

## Ligne éditoriale
Ce journal est aujourd'hui généralement perçu de centre-gauche et europhile et actuellement neutre sur le sujet délicat de l’unité irlandaise, par opposition à l'Irish Independent perçu comme populiste et libéral en économie.
Par exemple, l'Irish Times a appuyé la campagne de Mary Robinson lors de l’élection à la présidence de l'Irlande et a soutenu les changements de lois sur le divorce, la contraception ou l'avortement[réf. souhaitée].